# Peter Almasy
Temple de la renommée français : 2021
Peter Almásy (né le 11 février 1961 à Poprad, Slovaquie autrefois la Tchécoslovaquie) est un joueur professionnel de hockey sur glace tchécoslovaque devenu entraîneur. Il a été naturalisé français.

## Carrière de joueur
Il commence sa carrière en 1981 aux Indians de Springfield dans la ligue Ligue américaine de hockey. En 1986, il rejoint la France. Il a joué pour Gap, les Français Volants, le HC Briançon, Nice et Rouen. En 1989, il a remporté avec les Français Volants le titre de champion de France.

## Carrière internationale
Avec l'équipe de France, il a participé deux fois aux Jeux olympiques et cinq fois aux championnats du monde entre 1987 et 1993.

### Carrière d'entraîneur
Il a dirigé l'équipe de Nice. En 2008, il a rejoint le club de Hockey Amateur de Rouen (CHAR) en tant que Directeur sportif.
En 2013, il quitte Rouen pour s’occuper de la nouvelle salle de basket d’Antibes : l’Azur Arena.
En septembre 2014, Peter Almasy revient au Nice Hockey Côte d'Azur (NHCA) pour s'occuper des jeunes catégories de joueurs.

## Statistiques
Pour les significations des abréviations, voir Statistiques du hockey sur glace.

### En club
| Saison    | Équipe                     | Ligue        |    | Saison régulière | Saison régulière | Saison régulière | Saison régulière | Saison régulière |    | Séries éliminatoires | Séries éliminatoires | Séries éliminatoires | Séries éliminatoires | Séries éliminatoires |
| Saison    | Équipe                     | Ligue        | PJ | B                | A                | Pts              | Pun              | PJ               | B  | A                    | Pts                  | Pun                  |                      |                      |
| 1981-1982 | Indians de Springfield     | LAH          | 10 | 0                | 1                | 1                | 6                | --               | -- | --                   | --                   | --                   |                      |                      |
| 1981-1982 | Skipjacks de Baltimore     | ACHL         | 48 | 21               | 34               | 55               | 49               | 7                | 2  | 4                    | 6                    | 12                   |                      |                      |
| 1982-1983 | Saints de Saint Catharines | LAH          | 52 | 7                | 11               | 18               | 4                | --               | -- | --                   | --                   | --                   |                      |                      |
| 1983-1984 | Gap                        | Ligue Magnus |    |                  |                  |                  |                  |                  |    |                      |                      |                      |                      |                      |
| 1984-1985 | Gap                        | Ligue Magnus |    |                  |                  |                  |                  |                  |    |                      |                      |                      |                      |                      |
| 1985-1986 | Nice                       | Nationale 2  |    |                  |                  |                  |                  |                  |    |                      |                      |                      |                      |                      |
| 1986-1987 | Gap                        | Ligue Magnus |    |                  |                  |                  |                  |                  |    |                      |                      |                      |                      |                      |
| 1988-1989 | Français Volants           | Ligue Magnus | 43 | 25               | 40               | 65               | 26               |                  |    |                      |                      |                      |                      |                      |
| 1989-1990 | Français Volants           | Ligue Magnus | 36 | 27               | 29               | 56               | 42               |                  |    |                      |                      |                      |                      |                      |
| 1990-1991 | HC Briançon                | Ligue Magnus | 28 | 21               | 20               | 41               | 16               | 4                | 0  | 0                    | 0                    | 22                   |                      |                      |
| 1991-1992 | HC Briançon                | Ligue Magnus | 23 | 21               | 25               | 46               | 6                |                  |    |                      |                      |                      |                      |                      |
| 1992-1993 | Nice                       | Division 2   | 14 | 9                | 13               | 22               | 10               |                  |    |                      |                      |                      |                      |                      |
| 1993-1994 | Nice                       | Division 2   | 26 | 22               | 27               | 49               | 22               |                  |    |                      |                      |                      |                      |                      |
| 1994-1995 | Nice                       | Division 1   | 28 | 21               | 19               | 40               | 53               |                  |    |                      |                      |                      |                      |                      |
| 1995-1996 | Nice                       | Division 1   | 26 | 9                | 11               | 20               | 54               |                  |    |                      |                      |                      |                      |                      |
| 1997-1998 | Rouen                      | Ligue Magnus | 1  | 0                | 2                | 2                | 2                |                  |    |                      |                      |                      |                      |                      |
| 1998-1999 | Nice                       | Division 2   | 1  | 0                | 0                | 0                | 2                |                  |    |                      |                      |                      |                      |                      |